# Stelis grossa
Stelis grossa är en biart som först beskrevs av Mitchell 1962.  Stelis grossa ingår i släktet pansarbin, och familjen buksamlarbin. Inga underarter finns listade i Catalogue of Life.